# Syrticola trispinosus
Syrticola trispinosus is een eenoogkreeftjessoort uit de familie van de Leptopontiidae. De wetenschappelijke naam van de soort is voor het eerst geldig gepubliceerd in 1896 door Scott A..